# 飯田市立旭ヶ丘中学校
飯田市立旭ヶ丘中学校（いいだしりつ あさひがおかちゅうがっこう）は、長野県飯田市大瀬木にある公立中学校。

## 概要
市内に9校ある中学校のひとつで、当校が所在する伊賀良地域と隣接する山本地域の全域を学区としている。
校歌は1986年に制定され、金井直が作詞し、岩河三郎が作曲した。2部構成の歌詞には当校から望められる木曽山脈や赤石山脈に関するフレーズが各部に盛り込まれている。
校内には推定樹齢300年のカヤの木が植えられており、当校のシンボルになっている。また、飯田市の天然記念物に指定されている（1985年指定）。カヤの木がシンボルであることにちなみ、文化祭は「かやの木祭」と称して開催している。

## 沿革
- 1985年（昭和60年）
  - 2月28日 - 校舎を落成[3]。
  - 4月1日 - 飯田市立伊賀良中学校と飯田市立山本中学校を統合して開校[3]。
  - 4月3日 - 落成・開校並びに始業式を挙行[3]。
  - 8月30日 - プールを落成[3]。
- 1986年（昭和61年）3月7日 - 校歌制定披露式典を挙行[3]。
- 1987年（昭和62年）
  - 3月19日 - 校歌碑を設置[3]。
  - 6月16日 - 運動部各部の部旗を作成[3]。
  - 11月24日 - 清明・探究・敬愛の庭を設置[3]。
- 1988年（昭和63年）10月16日 - 南門に庭園を設置[3]。
- 1989年（平成元年）3月18日 - 南門に敬愛の池（学校池）を設置[3]。
- 1991年（平成3年）3月16日 - かやの木・詩碑除幕式を挙行[3]。
- 1992年（平成4年）3月14日 - 方位塔除幕式を挙行[3]。
- 1993年（平成5年）10月22日 - 同窓会を発足[3]。
- 1995年（平成7年）3月14日 - 時計塔除幕式を挙行[3]。
- 2000年（平成12年）2月24日 - 武道場竣工式を挙行[3]。
- 2003年（平成15年）10月 - フラワー・ブラボー・コンクールにて日本植物学会賞を受賞[3]。
- 2004年（平成16年）
  - 6月 - フラワー・ブラボー・コンクールにて中部電力賞を受賞[3]。
  - 10月 - フラワー・ブラボー・コンクールにて県教育委員会賞を受賞[3]。
- 2005年（平成17年）
  - 6月 - フラワー・ブラボー・コンクールにて長野放送賞を受賞[3]。
  - 10月 - フラワー・ブラボー・コンクールにて県教育委員会賞を受賞[3]。
- 2006年（平成18年）
  - 6月 - フラワー・ブラボー・コンクールにて中部電力賞を受賞[3]。
  - 10月 - フラワー・ブラボー・コンクールにて県教育委員会賞を受賞[3]。
- 2007年（平成19年）
  - 1月 - 全国中学生ものづくり教育フェアの木工作品部門にて全日本中学技家研究会長賞を受賞[3]。
  - 3月 - 文部省新教育システム開発プログラム研究協力校に指定[3]。
- 2016年（平成28年） - 太陽光パネル216枚を設置し、かやの木発電所発電を開始[3]。
- 2017年（平成29年）4月 - 飯田市教育委員会よりコミュニティスクールに指定[3]。

## 教育目標
- 自分を生きる
- ともに生きる
- 豊かに生きる

出典：

## 部活動
部活動の数は、市内中学校では最多となる15部を有する。

### 運動部
- 陸上部
- サッカー部
- 野球部
- ソフトボール部
- ソフトテニス部
- バスケットボール部 - 男子は1997年8月に全国中学校バスケットボール大会へ出場し、ベスト16入りを果たした[3]。
- バレーボール部 - 女子は2010年8月に全日本中学校バレーボール選手権大会へ出場し、ベスト8入りを果たした[3]。
- 卓球部
- 剣道部

### 文化部
- 吹奏楽部　2023年8月26日に行われた中部日本吹奏楽コンクール長野県大会で金賞を受賞した。[9]
- 合唱部
- 美術部
- コンピュータ部
- 人形劇部

### 廃止した部活動
- 水泳部[10][8] - 2012年8月と2016年8月に全国中学校水泳競技大会へ出場した[3]。
- 柔道部 - 2006年8月に行われた北信越中学校総合競技大会では個人優勝し、全国中学校柔道大会ではベスト16入りを果たした[3]
- 体操部[10][8]

## 施設概要
主な施設を掲載。
- 校舎
  - 北教室棟（2,743 m2） - 1983年落成の鉄筋コンクリート造3階建て[11]
  - 南教室棟（2,939 m2） - 1984年度落成の鉄筋コンクリート造3階建て[12]
  - 管理棟（1,521 m2） - 1983年度落成の鉄筋コンクリート造2階建て[12]
- 体育館（1,662 m2） - 1984年度落成の鉄骨造平屋建て[12]
- 武道場（463 m2） - 2000年落成の鉄骨造平屋建て[3][12]
- 50mプール（875 m2[1]）
- 校庭（15,230 m2[1]）
- 中庭
- テニスコート

## 学区
市立伊賀良小学校と市立山本小学校の学区。
- 伊賀良地域 - 大瀬木、育良町、下殿岡、上殿岡、三日市場、北方、中村
- 山本地域 - 山本、竹佐、箱川、久米、久米中

## 進学前小学校
- 飯田市立伊賀良小学校（飯田市北方）
- 飯田市立山本小学校（飯田市竹佐）

## 不祥事
2024年11月23日午前1時20分頃、当校に勤務する当時29歳の男性教諭が、酒気を帯びた状態で普通乗用車を運転して交通事故を起こし、逮捕された。
出典：

## アクセス
国道153号のはずれに位置している。

### バス
- 「茂都計橋」バス停（信南交通）から徒歩で約5分

## 周辺
- 茂都計川
- 国道153号
- 増泉寺